# Jakob Locher
Jakob Locher (lateinisch Jacobus, genannt Philomusus; * Ende Juli 1471 in Ehingen; † 4. Dezember 1528 in Ingolstadt) war ein humanistischer Dramatiker, Philologe und Übersetzer.

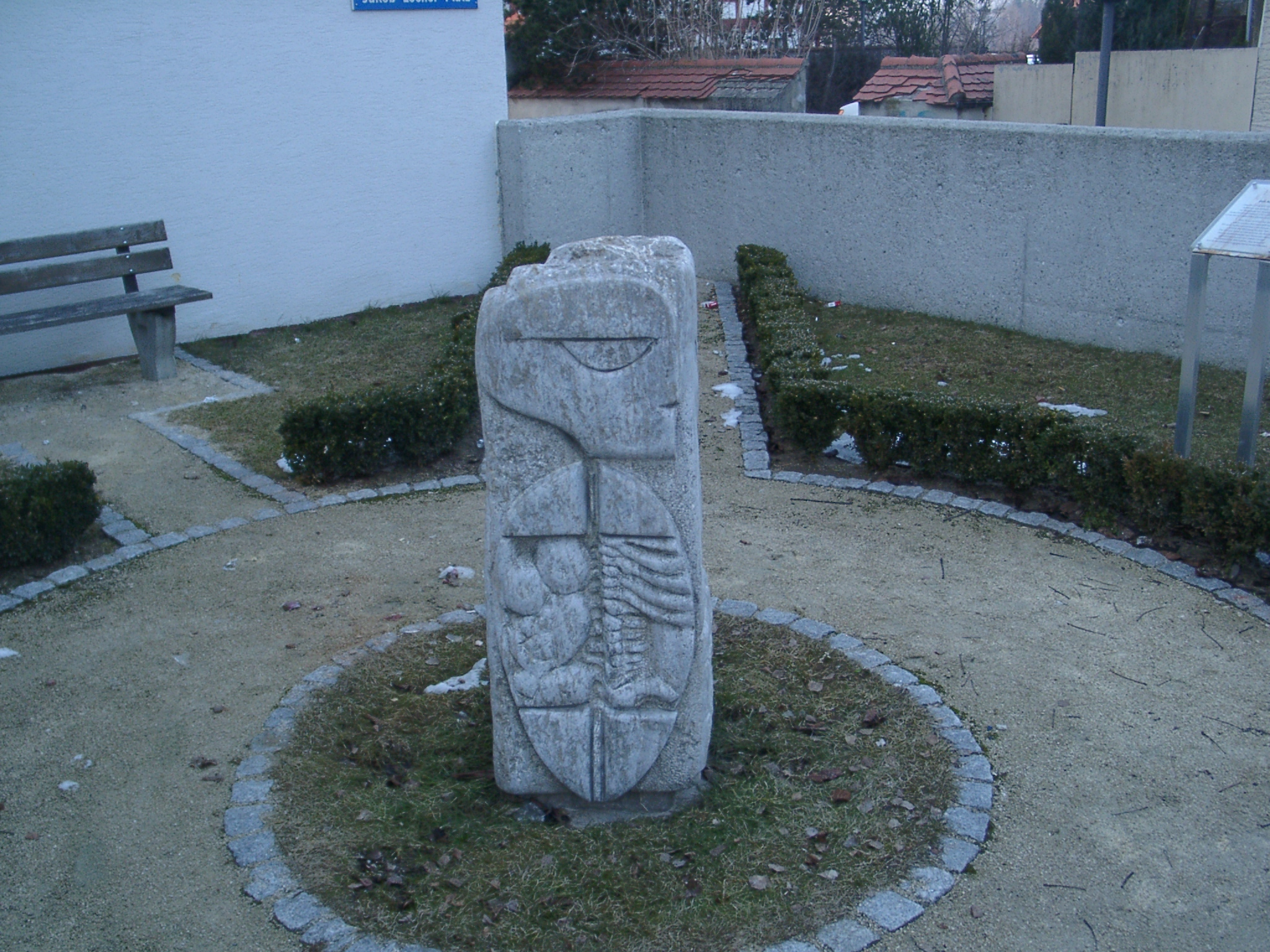
Narrenschiff-Denkmal zu Ehren Lochers in Ehingen

## Leben und Wirken

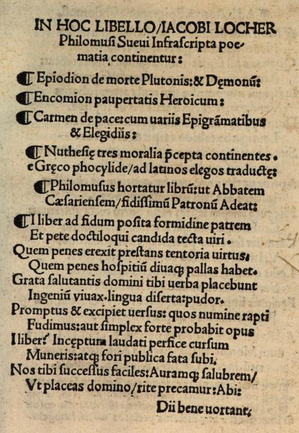
In Hoc Libello, 1513

Jakob kam 1483 von Ehingen nach Ulm. Als Schüler der Ulmer Lateinschule wohnte er bei seinem Onkel, dem damaligen Rat und Stadtammann Konrad Locher.
Jakob studierte in Basel bei Sebastian Brant, ab 1488 in Freiburg bei Konrad Stürtzel und ab 1489 in Ingolstadt. 1492 bis 1493 unternahm er eine Italienreise. Aber weder in Italien noch in Deutschland erwarb er einen akademischen Grad. Seit 1495 war er wieder in Freiburg, wo er 1497 vom römisch-deutschen König Maximilian I. zum Poeta laureatus gekrönt wurde. 1497 veröffentlichte er die Opuscula: Panegyricus ad Maximilianum Tragoedia de Turcis et Soldano. Dialogus de heresiarchis. Strasbourg, Johann Grüninger, 1497.
1498 wurde er als Nachfolger von Konrad Celtes Professor für Poesie und Rhetorik in Ingolstadt geführt, wechselte aber 1503 nach Auseinandersetzungen mit dem scholastischen Theologen Georg Zingel nach Freiburg, wo er unter dem Titel Apologia ein Pamphlet gegen Zingel veröffentlichte. Durch seine Eigenwilligkeit machte er sich unbeliebt, z. B. hielt er Vorlesungen auch an Sonn- und Feiertagen. Er wurde vom akademischen Senat Freiburgs entlassen, kehrte 1506 nach Ingolstadt zurück. Hier publizierte er seine dreibändige Streitschrift gegen die scholastische Theologie unter dem Titel Vitiosa sterilis Mulae ad Musam roscida lepiditate praeditam comparatio. In den zwanzig Jahren seiner Lehrtätigkeit war die Universität von Ingolstadt ein Zentrum der humanistischen Bildung in Deutschland.
Er heiratete im September 1515. Vier Söhne verstarben früh, der ihn überlebende Sohn Joachim erhielt Johannes Eck als Vormund.
Er blieb der katholischen Kirche auch nach Ausbruch der Reformation treu.
Neben seiner Tragedia de Thurcis et Sudlano von 1497 begründete sich Lochers Ruhm vor allem auf seiner Bearbeitung und Übersetzung von Sebastian Brants Narrenschiff ins Lateinische (Stultifera navis, 1497) und der von ihm besorgten ersten großen Horazausgabe in Deutschland 1498. Daneben verfasste er auch Lehrbücher für den Unterrichtsgebrauch wie die Grammatica nova von 1495, weitere Dramen, Hymnen, Elegien und lyrische Gedichte.

## Wappen
König Maximilian I. verlieh am 12. Mai 1497 mehreren Männern den Adelsstand, und zwar Konrad zu Ulm und dessen Bruder Berchtold, kaiserlichem Sekretär, dann auch an den Sohn Konrads, Sigmund und auch Jakob, bereits Professor der Rhetorik in Basel und Straßburg und an Bartolomäus Locher, Vettern Konrads. Maximilian bewilligte ihnen, ihr Wappen (ein nach links aufspringendes Einhorn auf dreifach wolkengeteilter Decke) mit dem des erloschenen Geschlechts der Herren von Epfingen bei Ehingen zu vermehren. Kaspar und Baltasar Locher erhielten am 23. Januar 1534 den Wappenbrief. Am 24. Januar 1607 verbesserte Erzherzog Maximilian III. dem Georg von Locher das Wappen zum erblichen Adelsstand.

## Werke (Auswahl)
- Carmen de sancta Catharina. Mit Widmungsbrief des Autors an Christoph von Schrofenstein. Mit Gedicht an den Leser von Johann Bergmann und auf Locher von Sebastian Brant. Holzschnitt von Albrecht Dürer (?). Bergmann, Basel 1496. (Digitalisat)
- Epitoma rhetorices graphicum. Riederer, Freiburg (nach 1496). (Digitalisat)
- Libri philomusi. Panegyrici ad Rege[m]. Tragedia de Thurcis et Suldano Dyalog[us] de heresiarchis. Grüninger, Straßburg 1497. (Digitalisat)
- Threnodia in laudem Hedwigis Illustrissimi principis Georgij Comitis palatini rheni ac Bauariae ducis. co[n]iugis sincerissime Threnodia sive funebris lamentatio in laudem inclite Matrone Hedvigis ex Polonorum regum stirpe prognate. Froschauer, Augsburg 1502. (Digitalisat)
- Spectaculum more tragico effigiatum in quo christianissimi reges adversum truculentissimos Thurcos consilium ineunt expeditionemque bellicam istituunt, inibi salubris pro fide tuenda exhoertatio Spectaculum de iudicio Paridis. Froschauer, Augsburg 1502. (Digitalisat)
- Apologia Iacobi Locher Philomusi contra poetarum acerrimum hostem Georgium Zingel theologum Ingolstadiensem Xynochylensem. Grüninger, Straßburg 1503. (Digitalisat)
- Jacobi Locher Philomusi Sueui In anticategoriam rectoris cuiusdam et conciliabuli Gymnasii Ingolstadiensis responsio compendiosa. Lamparter, Basel 1505. (Digitalisat)
- Rosarium celestis curie. Peypus, Nürnberg 1512. (Digitalisat)
- In Hoc Libello Iacobi Locheri Philomusi Sueui Infrascripta poematia continentur: Epiodion de morte Plutonis: & D[a]emonu[m]. Othmar, Augsburg 1513
- Compendium rhetorices, ex Tulliano thesauro diductum ac concionatum. Beck, Straßburg 1518. (Digitalisat)
- Exhortatio heroica Iacobi Locher Philomusi ad Principes Germaniae & status pro serenissimo Romanorum ac Hispaniarum Rege Carolo, contra hostes sacrosancti Imperii detestabiles. Otmar, Augsburg 1521. (Digitalisat)